# میرزا شمس‌الدین عراقی
میرزا شمس‌الدین عراقی از سیاستمداران ایرانی بود، که در  دوره سوم بعنوان نماینده اراک در مجلس شورای ملی حضور داشت.

## زندگی
شمس‌الدین عراقی فرزند آقا محسن عراقی و داماد میرزا علی‌نقی‌خان حکیم‌الممالک به دخترش فرخنده خانم بود و بعدا با شمس‌السلطنه اسفندیاری دختر جعفر یمین‌الممالک ازدواج کرد. میرزا شمس‌الدین در نجف نزد اساتیدی چون آخوند ملا کاظم خراسانی، سید محمدکاظم طباطبایی یزدی و  اسدالله ممقانی تحصیل کرد و به درجه اجتهاد نائل شد. پس از بازگشت به ایران در مسجدی در نزدیکی منزلش به اقامه نماز جماعت می‌پرداخت. در چهل سالگی در بازدید از زمین‌های اطراف اراک، مورد حمله قرار گرفت و تیری به پایش اصابت کرد، و به همین دلیل در اثر بیماری قانقاریا و عدم وجود امکانات پزشکی، از دنیا رفت. او از شش ازدواج خود، صاحب ۱۹ فرزند بود که نام خانوادگی سجادی را انتخاب کردند.